# 伊克乌图布拉格牧场
伊克乌图布拉格牧场，是中华人民共和国新疆维吾尔自治区塔城地区和布克赛尔蒙古自治县下辖的一个乡镇级行政单位。

## 名称
伊克乌图布拉格为蒙古语，意为“大长泉”。

## 行政区划
伊克乌图布拉格牧场下辖以下地区：
伊克乌图布拉格队、勃热生呼都格队、巴音达拉队、塔塔勒队和洪古尔沃伦队。